# Blåbrynad smygtimalia
Blåbrynad smygtimalia (Turdinus macrodactylus) är en fågel i familjen marktimalior inom ordningen tättingar.

## Utseende
Blåbrynad smygtimalia är en rätt stor (19 cm) streckad brun timalia. På ovansidan är den streckad i ljusbrunt och svart från hjässan till ryggen. Övre stjärttäckarna är svagare tecknade och mer rostbruna, medan den är brun på vingar och stjärt. Övergumpen har långa uppfluffade fjädrar. 

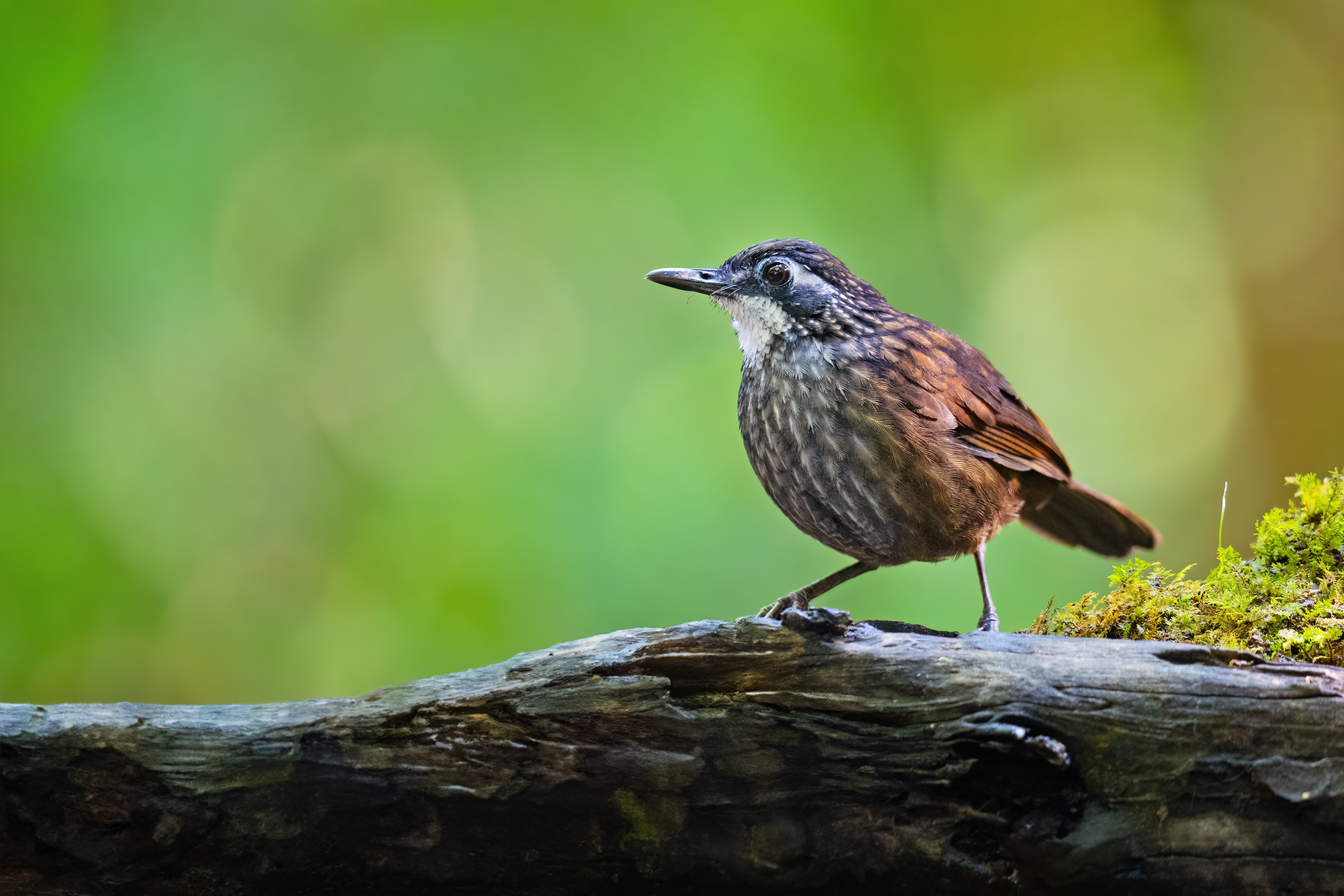

På huvudet syns vitaktig tygel, gråblå bar hud kring ögat som skiljs från hjässan av ett svart streck, svartbruna örontäckare och fläckat brunt och vitt som ett mustaschstreck. Undertill är den vit på haka, strupe och övre delen av bröstet med vissa bruna fläckar, inramat av ett svartaktigt bröstband (dock ej i underarten lepidopleura). Bröst och buk är brungrå med svaga men breda beigevita streck. 

## Utbredning och systematik
Blåbrynad smygtimalia delas upp i tre underarter med följande utbredning:
- Turdinus macrodactylus macrodactylus – sydvästra thailändska halvön och Malackahalvön
- Turdinus macrodactylus macrodactylus – nordöstra Sumatra
- Turdinus macrodactylus macrodactylus – Java

Arten är utdöd i Singapore och ett obekräftat fynd har gjorts på Bali.

### Släktestillhörighet
Blåbrynad smygtimalia har tidigare placerats i släktet Napothera. Genetiska studier har dock visat att arterna i släktet inte alls står varandra närmast. Medlemmarna har därför brutits ut till andra släkten, där blåbrynad smygtimalia med förmodade släktingar lyfts ut till Turdinus.

## Levnadssätt
Blåbrynad smygtimalia är stannfågel i städsegrön lövskog, sparsamt avverkad skog och bambuskog, upp till 700 meters höjd i Malaysia, på Java 900 meter. Den föredrar snår med rotting, salak, bambu och ingefära. Arten ses enstaka, i par eller i smågrupper födosöka nära marken på jakt efter ryggradslösa djur

### Häckning
Fågeln häckar mars–september på Java, på kontinenten december–juli. Det relativt stora skålformade boet av döda löv placeras 0,4–1 m ovan mark i rotting, en taggig palm eller Pandanus. Däri lägger den två ägg.

## Status och hot
Arten har ett stort utbredningsområde, men tros minska i antal, dock inte tillräckligt kraftigt för att den ska betraktas som hotad. Internationella naturvårdsunionen IUCN listar arten som nära hotad (NT).